# 瑞士前阿爾卑斯山脈

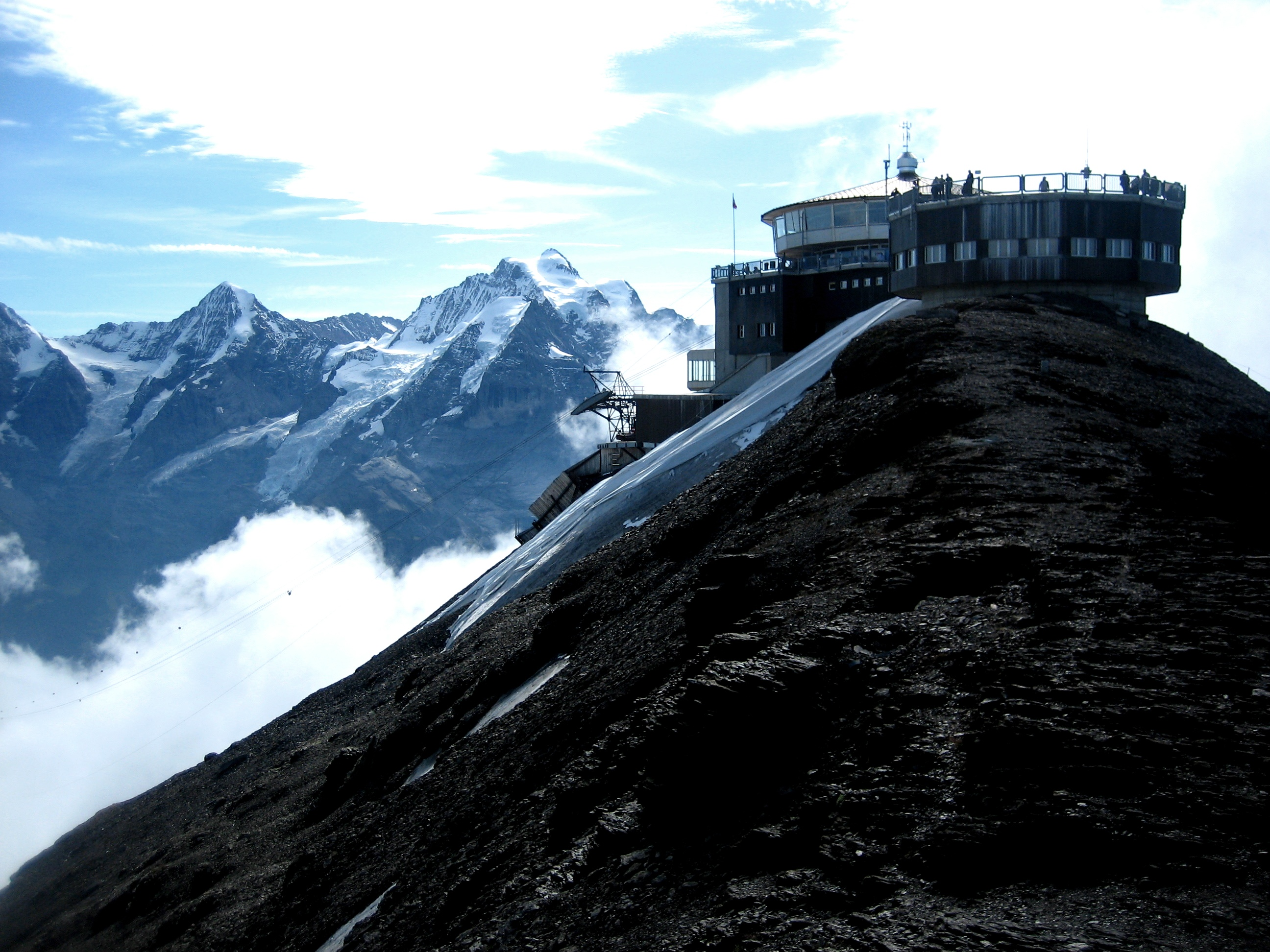

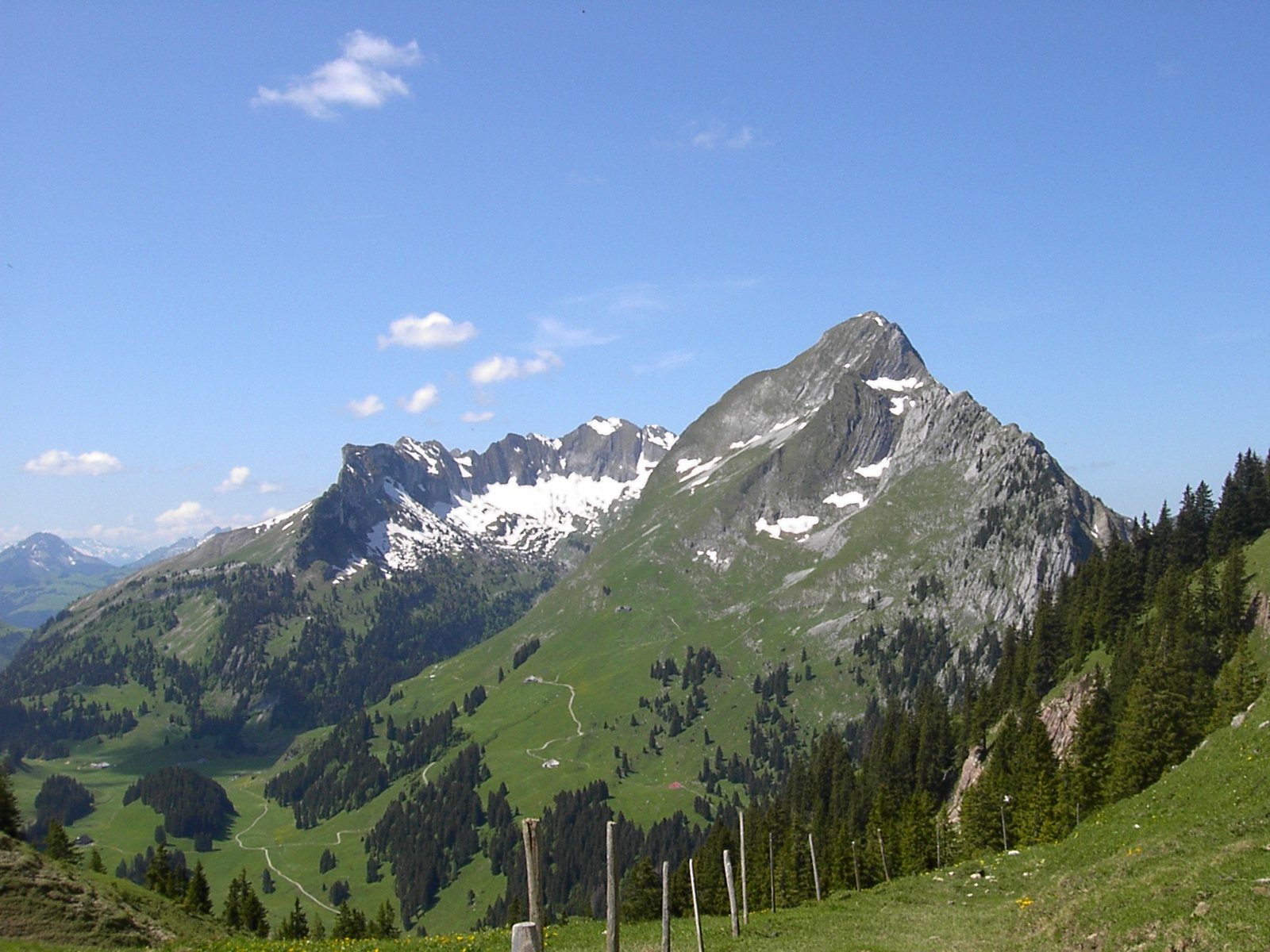

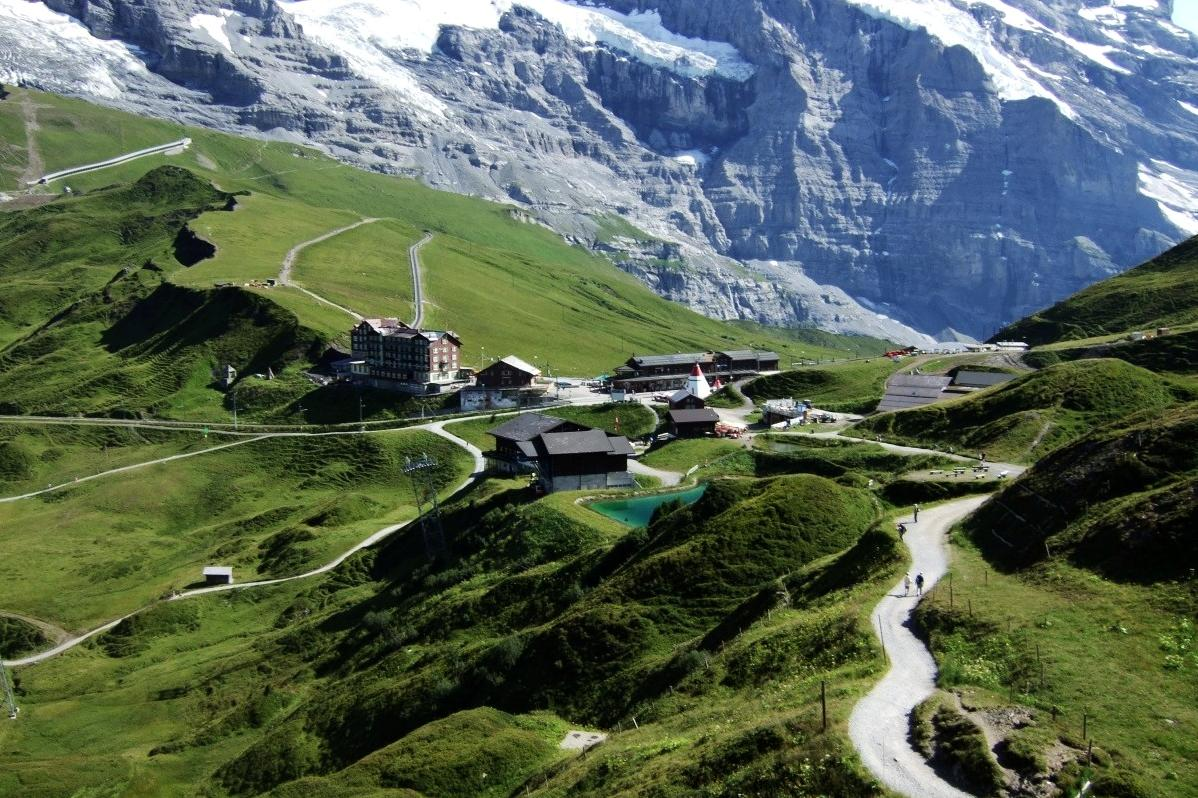

瑞士前阿爾卑斯山脈是阿爾卑斯山脈北部邊緣地帶中等海拔的一系列山體。它由莱芒湖延伸至與奧地利交界的萊茵河，從而緊貼瑞士高原的南部。瑞士前阿爾卑斯山脈約佔該國領土面積的12%。
前阿爾卑斯山脈與阿爾卑斯山脈和瑞士高原之間很難劃分明顯界線。該山脈貫穿沃州、弗里堡州、伯爾尼州、盧塞恩州、楚格州、上瓦爾登州、下瓦爾登州、施維茨州、蘇黎世州、圣加侖州，以及外阿彭策爾州和內阿彭策爾州。這一帶最高山峰的海拔高度在1,500米到2,500米之間。根據Soiusa對前阿爾卑斯山脈的定義，該山脈的最高峰為海拔2,970米的雪朗峰。
該地區的著名城鎮有琉森、聖加侖和圖恩。